# Station Saillans
Station Saillans is een spoorwegstation in de Franse gemeente Saillans. Het station ligt op kilometerpunt 32,782 van de spoorlijn Livron – Aspres-sur-Buëch, op een hoogte van 274 meter.

## Treindienst
Het station wordt bediend door TER treinen, met een vrij beperkte dienstregeling
| Richting                | Vorige stop | Trein | Trein                    | Trein | Volgende stop | Richting |
| ----------------------- | ----------- | ----- | ------------------------ | ----- | ------------- | -------- |
| Romans - Bourg-de-Péage | Crest       |       | TER Auvergne-Rhône-Alpes |       | Die           | Briançon |